# Stewart Rome
Wernham Ryott Gifford, conhecido como Stewart Rome (Newbury (Berkshire), 30 de janeiro de 1886 – 26 de fevereiro de 1965), foi um ator britânico, que apareceu em mais de 150 filmes entre 1913 e 1950. Ele se tornou um grande estrela da era do cinema mudo.

## Filmografia selecionada
- The Chimes (1914)
- Barnaby Rudge (1915)
- The Baby on the Barge (1915)
- The Root of All Evil (1947)
- Jassy (1947)
- The White Unicorn (1947)
- My Sister and I (1948)
- Woman Hater (1948)
- Let's Have a Murder (1950)